# أدريان ترينيداد
أدريان ترينيداد (بالإسبانية: Adrian Trinidad)‏ هو لاعب كرة قدم أرجنتيني في مركز الهجوم، ولد في 18 أكتوبر 1982 في بوينس آيرس في الأرجنتين. لعب مع برسيبورا جايابورا ونادي برث غلوري.